# Valérie Quennessen
Valérie Quennessen (Boulogne-Billancourt, 3 dicembre 1957 – Saint-Ouen-des-Champs, 19 marzo 1989) è stata un'attrice francese.
È deceduta a soli 31 anni a causa di un incidente stradale.

## Filmografia parziale
- Le plein de super, regia di Alain Cavalier (1976)
- Le petit Marcel, regia di Jacques Fansten (1976)
- La tortue sur le dos, regia di Luc Béraud (1978)
- Baci da Parigi (French Postcards), regia di Willard Huyck (1979)
- Bolero (Les uns et les autres), regia di Claude Lelouch (1981)
- Conan il barbaro (Conan the Barbarian), regia di John Milius (1982)
- Summer Lovers, regia di Randal Kleiser (1982)